# 洞子山崖墓群
洞子山崖墓群位於四川省仁壽縣，文物遺址年代判定為漢。2012年7月16日公佈為第八批四川省文物保護單位。

## 簡介[2]
洞子山崖墓群位於四川省仁壽縣文宮鎮農興村2組，建於東漢，共23座，M1-M11、M23在山的西側，M12-M22在山的東側，分佈在長400公尺，寬6公尺，距地表1.5公尺的山埂兩側，占地面積2400平方公尺，崖墓均被擾亂，均為單門楣，基室為拱頂。M1-M11，墓道長2-4公尺左右，墓內面積也只有幾平方公尺至十幾平方公尺左右，墓內有小屍台。M12-M23，墓道長7-10公尺左右，面積在二十至五十平方公尺左右，墓內有4公尺左右的大屍台，有些墓內還單獨鑿有棺室，並開有窗戶。M17：坐西向東，墓道長9公尺、寬1.6公尺，單門楣，門寬1.2公尺、高1.7公尺，墓室為拱頂，長6.1公尺、寬1.9公尺、高1.9公尺，左右壁各有一屍台，在洞中心點有石柱一根，柱基邊長方形，寬1.1公尺、長1.3公尺，柱為八棱，直徑0.4公尺，柱頂為斗形，斗高0.48公尺。洞子山崖墓群佈局嚴謹，結構多樣，對研究漢代墓葬形制、風俗具有重要實物資料價值。